# العلاقات الدنماركية الإسرائيلية
العلاقات الدنماركية الإسرائيلية هي العلاقات الثنائية التي تجمع بين الدنمارك وإسرائيل.

## مقارنة بين البلدين
هذه مقارنة عامة ومرجعية للدولتين:
| وجه المقارنة                                              | الدنمارك                                                     | إسرائيل                                                             |
| --------------------------------------------------------- | ------------------------------------------------------------ | ------------------------------------------------------------------- |
| المساحة (كم2)                                             | 42.92 ألف                                                    | 20.77 ألف                                                           |
| عدد السكان (نسمة)                                         | 5.79 مليون                                                   | 8.89 مليون                                                          |
| الكثافة السكانية (ن./كم²)                                 | 134.9                                                        | 428.02                                                              |
| العاصمة                                                   | كوبنهاغن                                                     | القدس                                                               |
| اللغة الرسمية                                             | اللغة الدنماركية                                             | اللغة العبرية، اللغة العربية                                        |
| العملة                                                    | كرونة دنماركية                                               | شيكل إسرائيلي جديد، شيكل إسرائيلي قديم، جنيه فلسطيني، جنيه إسرائيلي |
| الناتج المحلي الإجمالي (بليون دولار)                      | 324.87 مليار                                                 | 350.85 مليار                                                        |
| الناتج المحلي الإجمالي (تعادل القوة الشرائية) بليون دولار | 278.61 مليار                                                 | 306.51 مليار                                                        |
| الناتج المحلي الإجمالي الاسمي للفرد دولار أمريكي          | 51.99 ألف                                                    | 35.73 ألف                                                           |
| الناتج المحلي الإجمالي للفرد دولار أمريكي                 | 45.54 ألف                                                    | 36.58 ألف                                                           |
| مؤشر التنمية البشرية                                      | 0.900                                                        | 0.899                                                               |
| رمز المكالمات الدولي                                      | +45                                                          | +972                                                                |
| رمز الإنترنت                                              | .dk                                                          | .il                                                                 |
| المنطقة الزمنية                                           | توقيت وسط أوروبا، ت ع م+02:00، ت ع م+01:00، أوروبا/كوبنهاجن ‏ | توقيت إسرائيل، Israel Summer Time ‏                                  |

## مدن متوأمة
في ما يلي قائمة باتفاقيات التوأمة بين مدن دنماركية وإسرائيلية:
- ترتبط آلبورغ مع حيفا باتفاقية توأمة منذ 1967.[17][17][18][19]
- ترتبط أودنسه مع بتاح تكفا باتفاقية توأمة منذ 1991.[20][20][20][20]
- ترتبط Odense Municipality [الإنجليزية]‏ مع بتاح تكفا باتفاقية توأمة.
- ترتبط Aalborg Municipality [الإنجليزية]‏ مع حيفا باتفاقية توأمة منذ 1987.[21][22][23][24]

## منظمات دولية مشتركة
يشترك البلدان في عضوية مجموعة من المنظمات الدولية، منها:
| علم المنظمة | اسم المنظمة                               | تاريخ انضمام الدنمارك | تاريخ انضمام إسرائيل |
| ----------- | ----------------------------------------- | --------------------- | -------------------- |
|             | مؤسسة التنمية الدولية                     | 30 نوفمبر 1960        | 22 ديسمبر 1960       |
|             | منظمة التعاون الاقتصادي والتنمية          | ?                     | 7 سبتمبر 2010        |
|             | الأمم المتحدة                             | 24 أكتوبر 1945        | 11 مايو 1949         |
|             | منظمة التجارة العالمية                    | 1995                  | 21 أبريل 1995        |
|             | منظمة الشرطة الجنائية الدولية             | ?                     | ?                    |
|             | المركز الدولي لتسوية المنازعات الاستشارية | 24 مايو 1968          | 22 يوليو 1983        |
|             | الاتحاد الدولي للاتصالات                  | 1866                  | 24 يونيو 1948        |
|             | الفريق المعني برصد الأرض                  | ?                     | ?                    |
|             | البنك الدولي للإنشاء والتعمير             | 30 نوفمبر 1960        | 12 يوليو 1954        |
|             | الاتحاد البريدي العالمي                   | ?                     | ?                    |
|             | مؤسسة التمويل الدولية                     | 20 يوليو 1956         | 26 سبتمبر 1956       |
|             | وكالة ضمان الاستثمار متعدد الأطراف        | 12 أبريل 1988         | 21 مايو 1992         |
|             | يونسكو                                    | 4 نوفمبر 1946         | 16 سبتمبر 1949       |

## وصلات خارجية
- موقع وزارة الخارجية الدنماركية
- موقع وزارة الخارجية الإسرائيلية